# 力久昌幸
力久 昌幸（りきひさ まさゆき、1963年 - ）は、日本の政治学者。専門は現代イギリス政治、多層ガヴァナンス論。同志社大学法学部教授。博士（法学）。
学部では野口名隆、大学院では的場敏博、アンドリュー・ギャンブルらの指導を受け、主にイギリスにおける二大政党の欧州統合政策について研究実績を挙げている。

## 略歴

### 学歴
- 1982年 福岡県立修猷館高等学校卒業。
- 1987年 京都大学法学部卒業。
- 1989年 同大学院法学研究科修士課程修了。
- 1992年 シェフィールド大学修士課程修了。
- 1994年 京都大学大学院法学研究科博士課程単位取得満期退学。
- 1997年 博士（法学）（京都大学、学位論文『イギリスの選択 -欧州統合と政党政治』）

### 研究歴
- 1994年 北九州市立大学法学部専任講師。
- 1995年 同助教授。
- 2002年 同教授。
- 2005年 同大学退職、同志社大学法学部教授。
- 2022年 同大学法学部長・法学研究科長。

## 著書

### 単著
- 『イギリスの選択：欧州統合と政党政治』（木鐸社）
- 『ユーロとイギリス：欧州通貨統合をめぐる二大政党の政治制度戦略』（木鐸社）

### 編著書
- 梅川正美・阪野智一・力久昌幸編著『現代イギリス政治』（成文堂）
- 富沢　克・力久昌幸編著『グローバル時代の法と政治：世界・国家・地方』（成文堂）
- 梅川正美・阪野智一，力久昌幸編著『イギリス現代政治史』（ミネルヴァ書房）